# Pozemní lanová dráha Starý Smokovec – Hrebienok

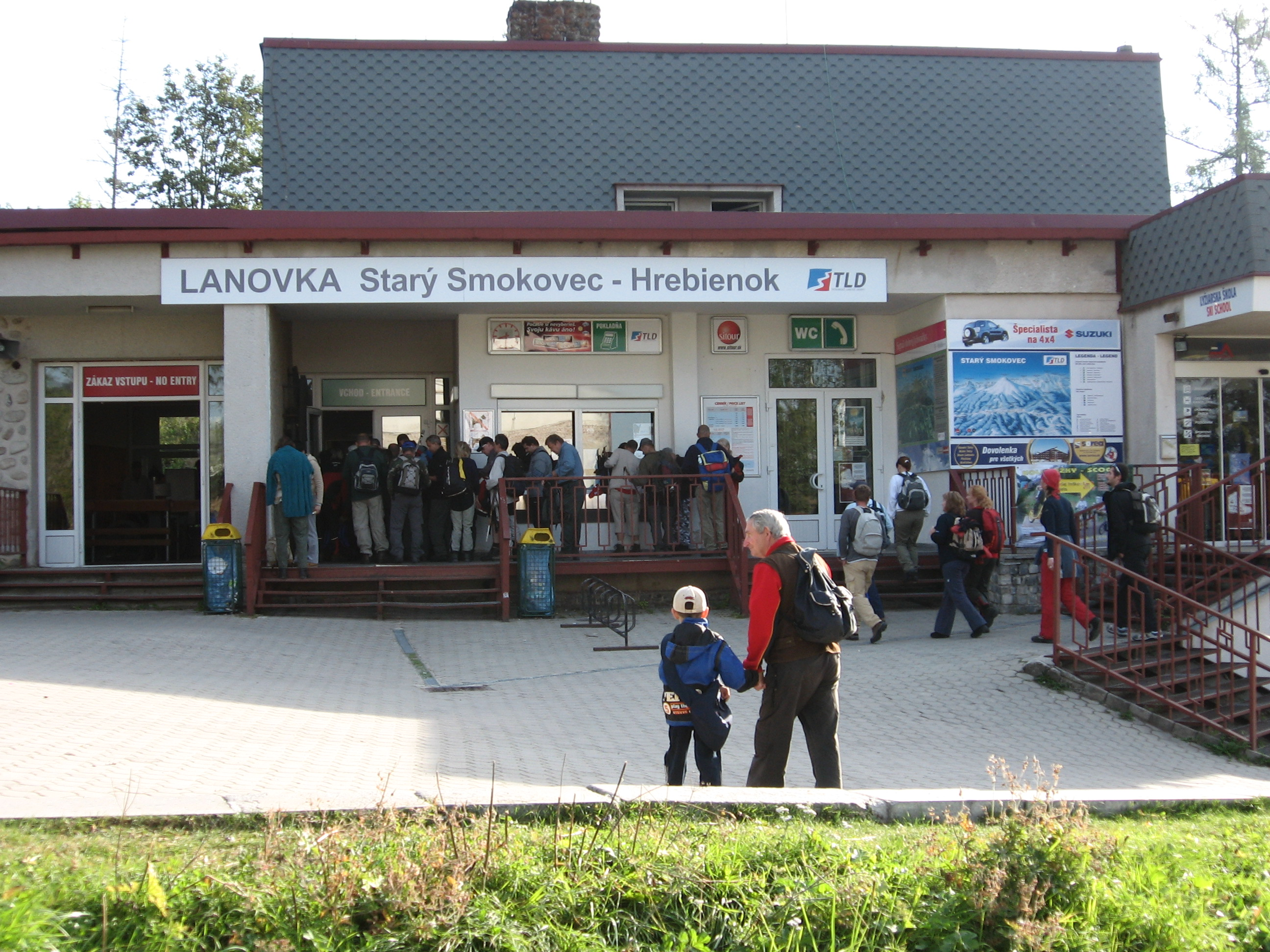
Stanice Starý Smokovec

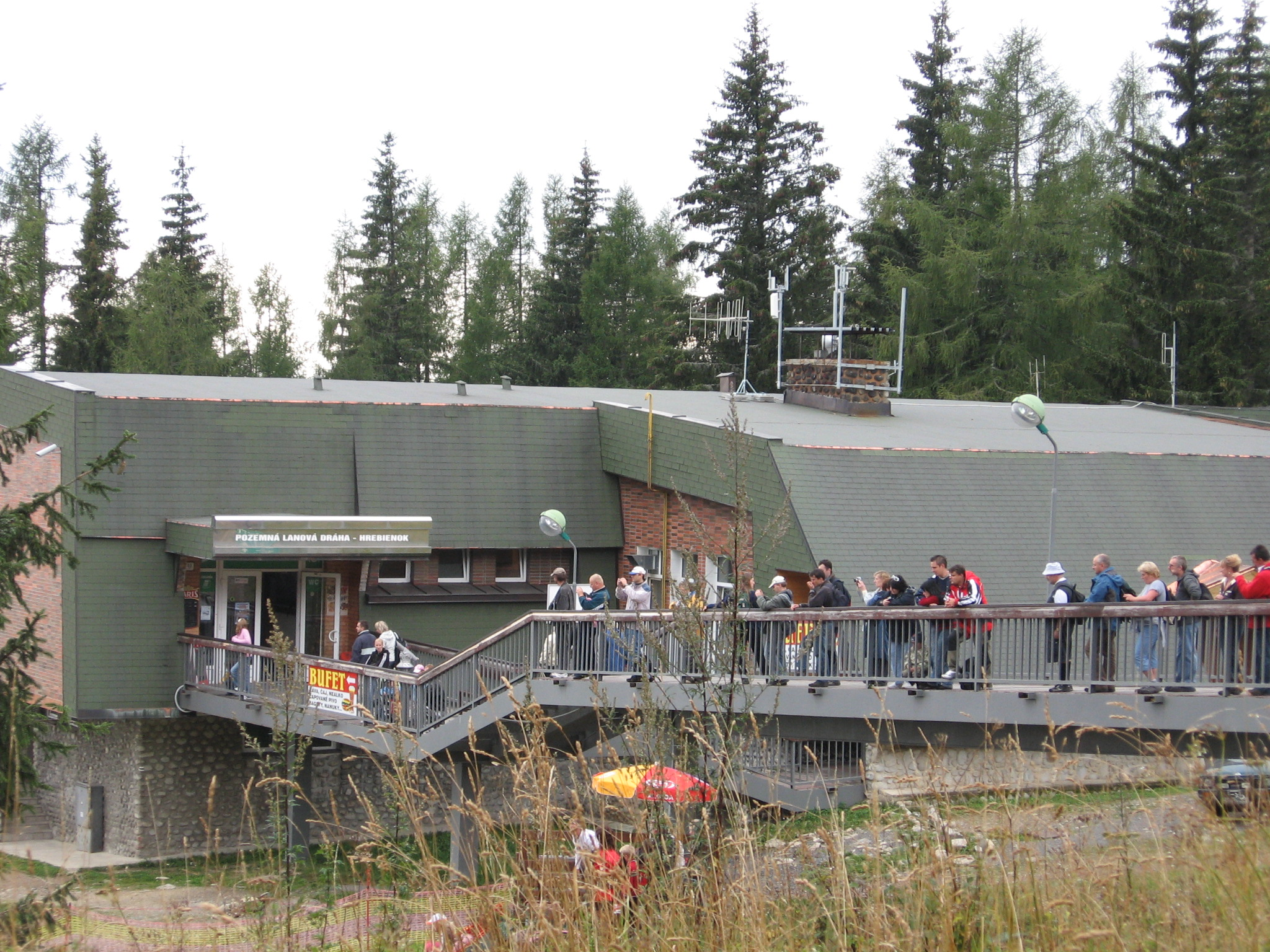
Stanice Hrebienok

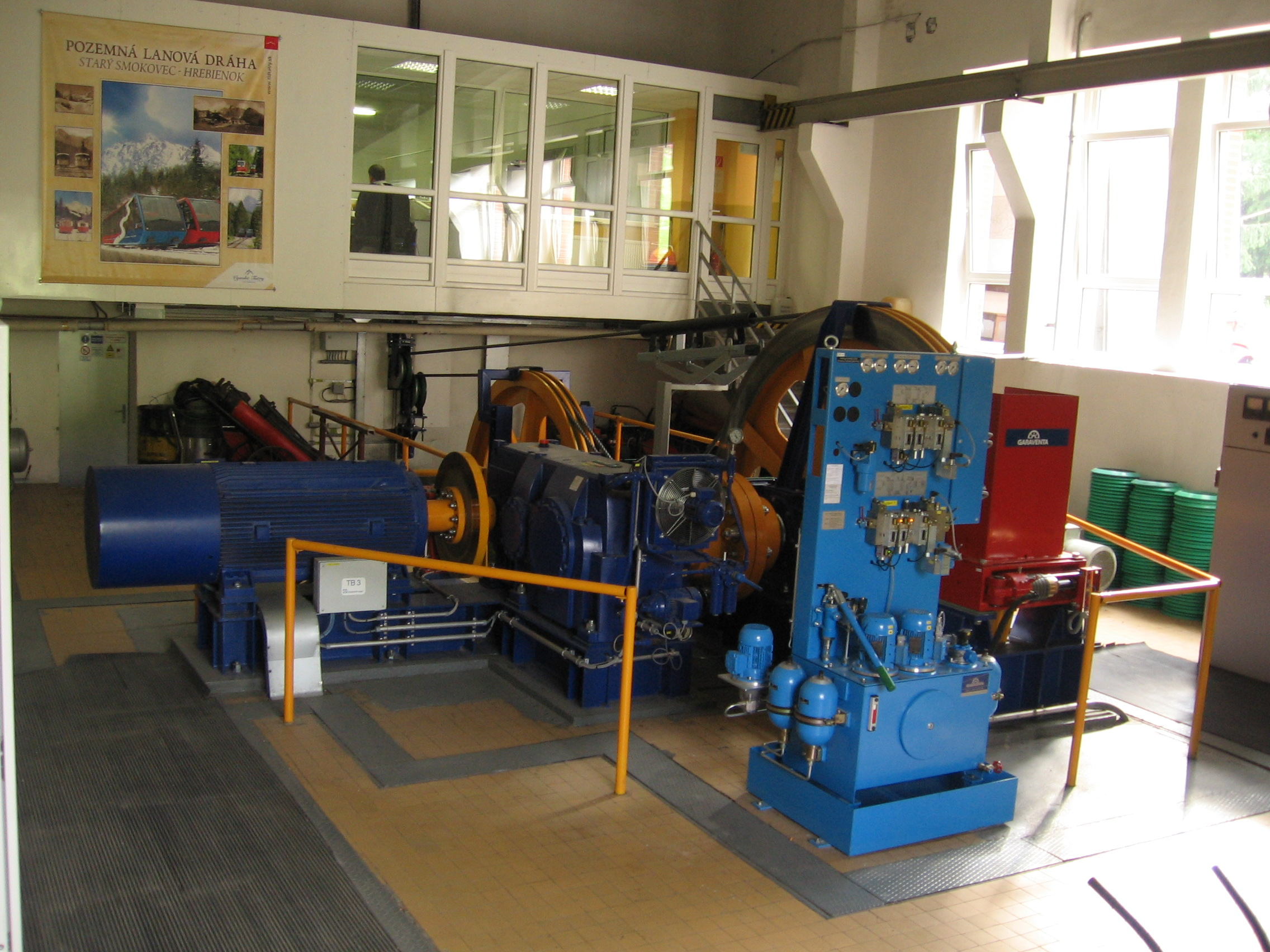
Strojovna v horní stanici

Pozemní lanová dráha Starý Smokovec (Smokovecký výstup) – Hrebienok ve Vysokých Tatrách v okrese Poprad je jedinou pozemní lanovou dráhou na Slovensku. Provoz na ní byl zahájen 17. prosince 1908, rekonstrukcemi prošla v letech 1950–1951, 1967–1970 a 2007–2008.

## Historie
Drážní infrastruktura ve Vysokých Tatrách se začala rozvíjet koncem 19. století. V roce 1895 byla zprovozněna normálněrozchodná železniční trať Poprad – Studený Potok – Tatranská Lomnica. Od roku 1898 jezdila úzkorozchodná ozubnicová železnice Štrba – Štrbské Pleso. Mezi Popradem (Veľkým Slavkovem) a Starým Smokovcem vznikla nejprve roku 1904 asi 11 km dlouhá linka elektrobusu (tj. trolejbusu), která však vydržela v provozu jen dva roky.
Popradští podnikatelé Viliam Krieger a Vincent Matejka začali plánovat vybudování úzkorozchodné železnice z Popradu (dnes jedna z tratí Tatranských elektrických železnic) a součástí plánu byla i ozubnicová železnice o rozchodu 700 mm ze Starého Smokovce na Hrebienok. Záměr ozubnicové dráhy byl poté přepracován na pozemní lanovou dráhu. Některé varianty plánů počítaly s vedením až na Slavkovský štít. Rovněž se uvažovalo o společném nádraží železnice a lanové dráhy, ale kvůli křížení se silnicí bylo od tohoto záměru upuštěno. Oba podnikatelé společně s budapešťskou akciovou společností Phöbus založili akciovou společnost Tátrafüred hélyi erdéki villamos vasút r. t.
Pozemní lanovka na Hrebienok byla zkoulaudována 16. prosince 1908 a provoz zahájila 17. prosince 1908, čtyři dny před zprovozněním tatranské elektrické železnice (podle jiných zdrojů byla naopak 17. prosince zprovozněna tatranská elektrická železnice, zatímco lanovka o čtyři dny později, 21. prosince).
Roku 1951 byla lanovka rekonstruována a vozy vyměněny za modernější. Bylo vyměněno strojní vybavení a podstatně zvýšena cestovní rychlost, která do té doby byla nejnižší ze všech evropských pozemních lanovek.
V letech 1968–1970 prošla (na základě rozhodnutí z roku 1964) lanovka rekonstrukcí v rámci přípravy na mistrovství světa v klasickém lyžování v roce 1970. Již v létě 1968 byla trasa lanovky u obou koncových stanic provizorně zkrácena k dřevěným nástupištím a na podzim 1968 byl provoz přerušen. Během rekonstrukce byly zásadně přestavěny obě stanice a vyměněno strojní zařízení, vozy i traťový svršek. Trasa byla mírně změněna jen u horní stanice, jinak zůstala nezměněna. Vozy měly radiové spojení. Provoz byl zahájen 12. února 1970.
Původně trať procházela hustým lesem. Po orkánu 14. listopadu 2004 byla trať na několik týdnů zatarasena, od znovuzprovoznění začátkem roku 2005 nabízí jízda dolní polovinou trati výhledy na údolí i na hřeben Slavkovského štítu.
Od roku 2004 měla tatranské lanovky v pronájmu na základě mezinárodního tendru soukromá společnost Tatranské lanové dráhy, a. s. (TLD, součást investiční skupiny J&T), poté je začátkem roku 2006 od Železničné spoločnosti Slovensko a. s. (ZSSK) odkoupila. TLD je dominantním provozovatelem zimních středisek ve Vysokých Tatrách.
TLD od 16. září 2007 provoz přerušila a lanovku opět modernizovala, náklady dosáhly asi čtvrt miliardy Sk. Byla modernizována pohonná a řídicí technologie, dolní stanice byla přestavěna podle návrhu architekta Petra Marcinka z Prešova a byly vyměněny vozy. Provoz byl obnoven 22. prosince 2007. V roce 2008 měl být ještě rekonstruován plášť budovy dolní stanice.

## Technické parametry trati

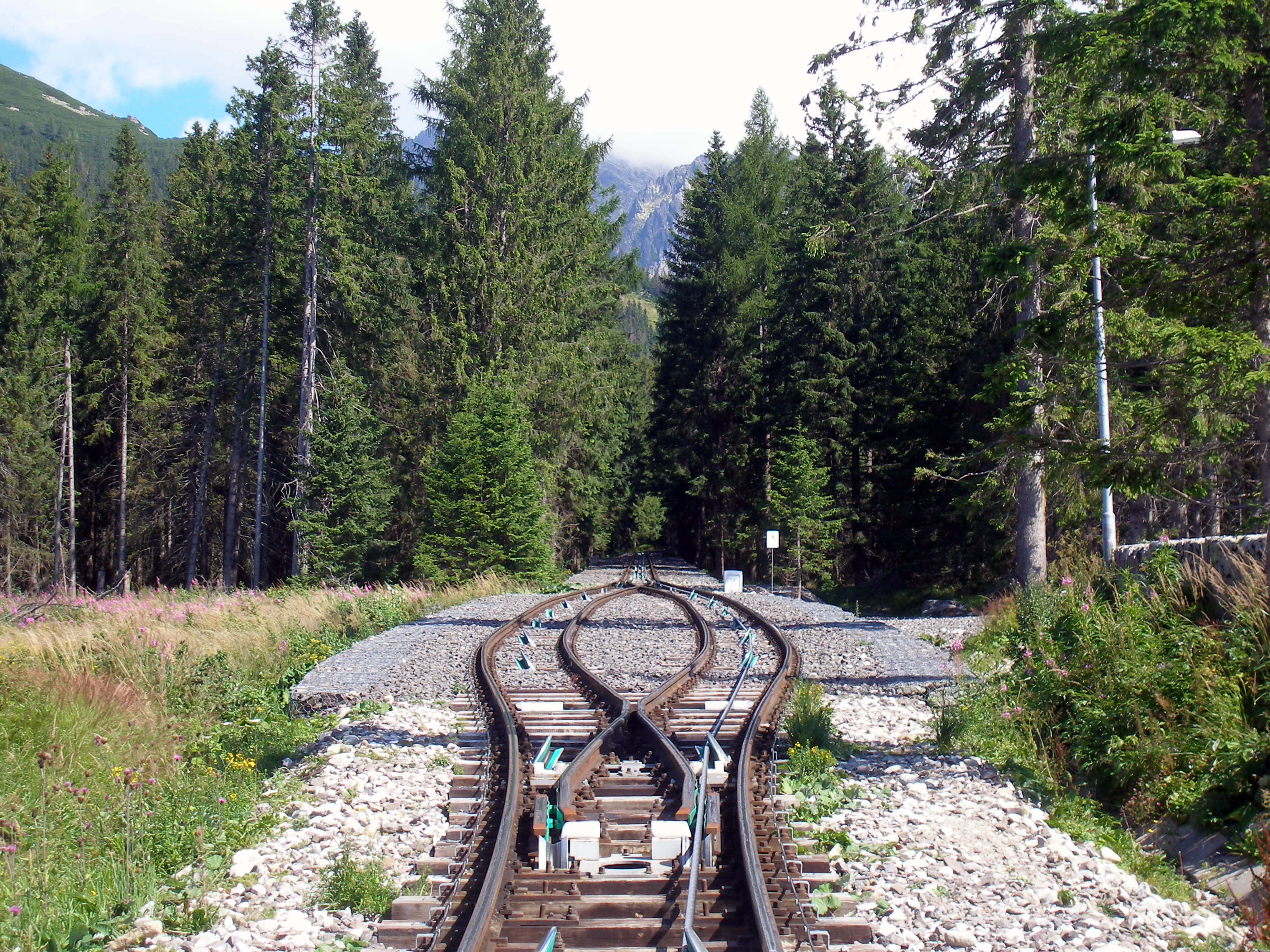
Výhybna

- Dolní stanice: Smokovecký výstup, 1025 m n. m.[2] (1033 m n. m.,[5] nad hotelem Grand[3])
- Horní stanice: Hrebienok, 1280 m n. m.[2][5] (1272 m n. m.[9])

Koleje mají rozchod 1000 mm, trať je jednokolejná s výhybnou s Abtovými výhybkami uprostřed délky. Stavební délka trati je 2036 metrů, provozní délka původně 2019 metrů, po rekonstrukci v roce 1970 již jen 1952,7 metru. (1937 metrů). Minimální poloměr oblouku je 300 metrů, maximální podélný sklon 154,5 ‰. Průměrný sklon je 128 ‰.
Původní strojní a elektrické vybavení dodala AEG Union z Vídně. (Union a. G.). Pohon je v horní stanici. Průměr poháněcího kola (lanáče) je 1800 mm. Výkon původního elektromotoru 25,7 kW. Stejnosměrné napětí 550 V bylo do horní stanice přiváděno vzdušným vedením ze Starého Smokovce. Lanáč byl vybaven provozní i nouzovou brzdou, nouzová brzda na lanáči byla nastavena na spuštění při překročení rychlosti 12 km/h nebo při překročení koncové polohy vozu v horní stanici. Původní tažné lano o průměru 18,5 mm dodala vídeňská firma Vogel und Noot, bylo dimenzováno na osminásobnou bezpečnost. Původní rychlost byla 2,5 m/s.
Při rekonstrukcích byla rychlost postupně zvýšena až na 4,5 m/s.
Stavební rekonstrukci v letech 1968–1970 provedlo Železniční stavitelství Bratislava. V původních plánech z února 1965 se počítalo s technologií rakouské firmy Waagner-Biro GmbH z Vídně. Italská firma Ceretti-Tanfani z Milána však zaslala lepší nabídku a Štátny ústav dopravného projektovania v únoru 1966 přepracoval projekt pro tuto nabídku, která nakonec byla realizována. Bylo instalováno regulační soustrojí systému Ward-Leonard, hnací elektromotor má výkon 340 kW, je využita jen polovina výkonu. Řízení je automatické s možností přepnutí na ruční řízení. Pohon může ovládat strojník v horní stanici i průvodčí v kabině č. 1, průvodčí z kabiny 2 může jen snížit rychlost nebo nouzově zastavit. Rychlost se zvýšila na 5 m/s. Tažné lano má průměr 34 mm.
Přepravní kapacita je 900 osob za hodinu. Při rekonstrukci v roce 2007 byla rychlost zvýšena na 10 m/s (36 km/h), přepravní kapacita zvýšena na 1300 osob za hodinu a jízdní doba zkrácena ze 7 na 4 minuty (jiný zdroj uváděl jízdní dobu před rekonstrukcí 5 minut).

## Vozy

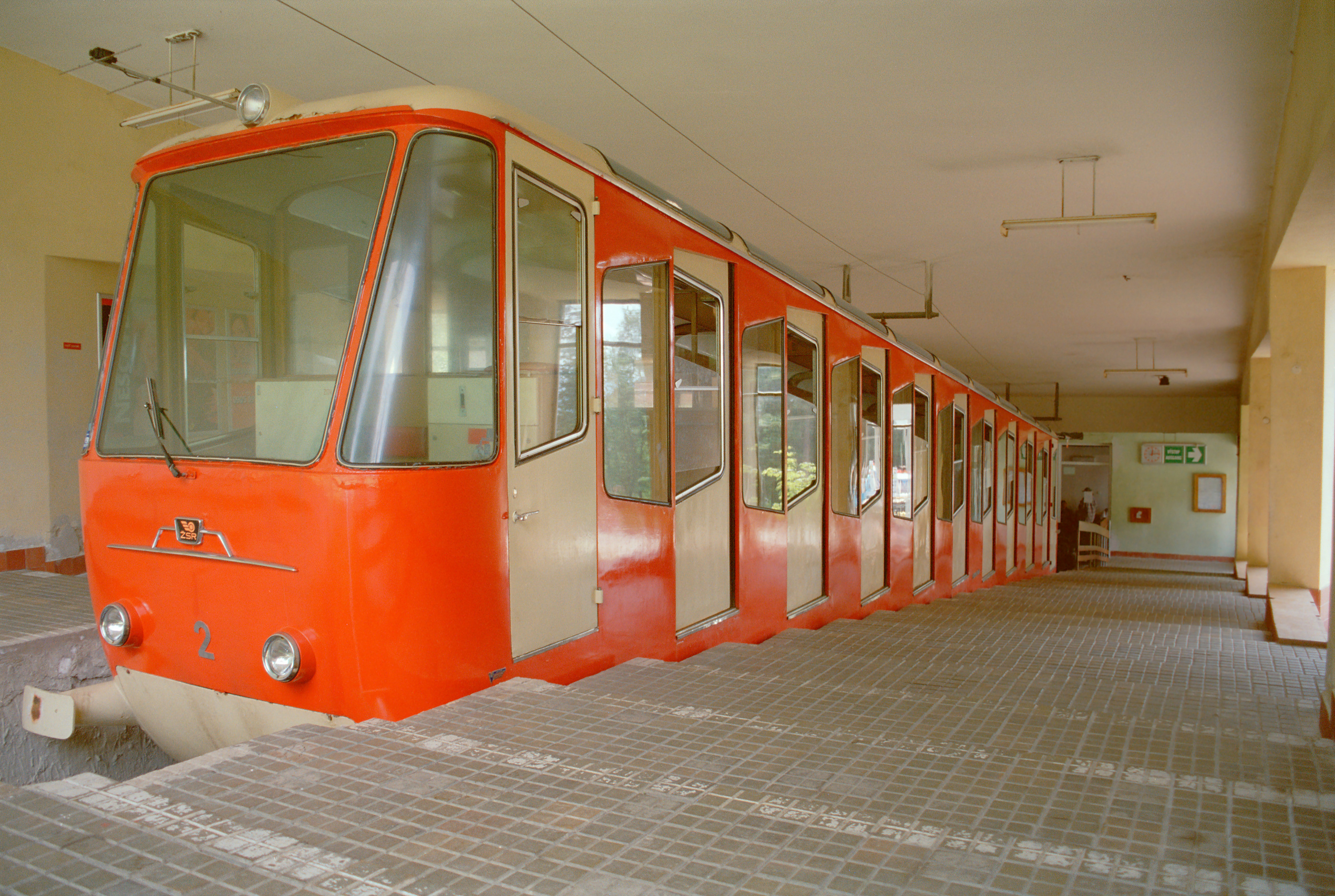
Vůz lanovky provozovaný v letech 1970 až 2007 (foto ze stanice Starý Smokovec, 2000)

Původně byla lanovka vybavena dvěma dřevěnými vozy vyrobenými budapešťskou firmou Ganz. Každý z nich měl 30 míst v uzavřených oddílech a 15 na otevřené plošině, celkem 45 míst. Oddíly nebyly výškově odstupňované. Každý vůz měl provozní brzdu obsluhovanou průvodčím a samočinnou nouzovou brzdou pro případ přetržení tažného lana. Obě brzdy působily sevřením kolejnice čelistmi. Vozy byly osvětleny olejovými lampami.
Při rekonstrukci v letech 1950–1951 byly vozy vyměněny za modernější, plné kryté. Na podzim roku 1968 byl provoz lanovky kvůli další rekonstrukci přerušen.

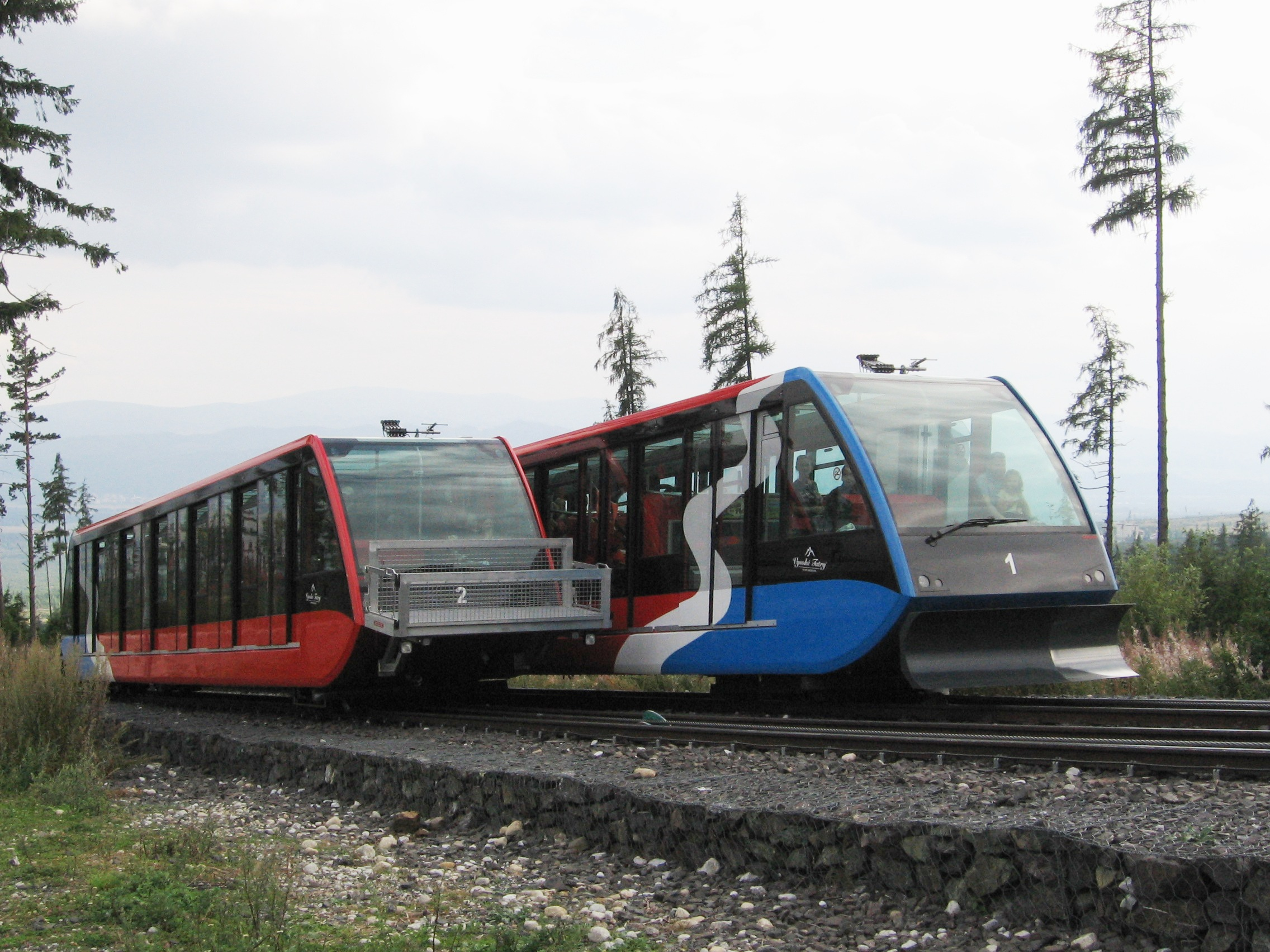
Nové vozy lanovky nasazené od roku 2008

Vozy lanovky z lehkých slitin a plastů nasazené od roku 1970 vyrobila firma Carozzeria Varesina ze severoitalského města Varese. Každý z vozů měl kapacitu 125 cestujících, rozdělenou do 9 oddílů. (Kapacita vozu se uvádí též 100–120 cestujících.) Na obou koncích bylo oddělené stanoviště průvodčího. Vozy již měly osvětlení i topení napájené nejprve z vrchního vedení – to bylo přibližně v druhé polovině 80. let sneseno a vozy pak byly napájeny jen z elektrického akumulátoru dobíjeného ve stanici. Bezpečnostní brzda vozů byla schopna reagovat na prudké změny napětí tažného lana nebo na překročení maximální povolené rychlosti o 30 %. V září 2007 byl provoz červených vozů z roku 1970 ukončen. Vozy byly ještě několik týdnů vystaveny mimo kolejiště ve Starém Smokovci a pokud o ně nikdo neprojeví zájem, bylo plánováno jejich sešrotování. Vozy odkoupila skupina nadšenců, kterou organizoval Peter Brňák, provozovatel webu Lanovky.sk. Ze sbírky 72 446 Sk byl uhrazen převoz obou vozů do bývalého parního depa v Popradě s tím, že jeden vůz měl být vystaven v Muzeu tatranské dopravy a druhý rozebrán na součástky. Díky absenci jakékoliv péče a zabezpečení vozů se dá říci, že jsou v dnešní době už jen ve stavu rozkladu jako vraky. Co v nich zbylo a bylo použitelné, bylo odcizeno nebo zničeno vandaly.
6. listopadu 2007 byly na kolejiště nasazeny nové vozy od švýcarské firmy Gangloff (podle SPVD od rakousko-švýcarského koncernu Doppelmayr/Garaventa). Každý vůz má 6 oddílů pro celkem 160 cestujících a oddělenou kabinu pro obsluhu. Cestuje se vestoje, ale vozy mají i sklopitelné sedačky ve směru jízdy. Vytápějí se během pobytu ve stanicích. Prosklená plocha je větší než u dřívějších vozů, prosklený je i strop. Vůz váží asi 20 tun.

## Využití
Nejmasověji byla lanovka využívána v dobách socialismu. Cena byla 2,20 Kčs za jízdu nahoru a 3,40 Kčs zpáteční.
V devadesátých letech bylo výrazně zvýšeno jízdné a zájem opadl. Během zimní sezóny 2005/2006 využilo lanovku podle počitadla turniketů 125 000 cestujících, v letní sezóně 2006 celkem 200 000 osob.
V roce 2007 stála základní jednosměrná jízdenka nahoru 120 Sk. V roce 2009 bylo uváděno základní jízdné nahoru 5,70 €, dolů 2,00 €, zpáteční 6,40 €, sleva pro děti je asi 30 %.
Lanovka jezdí celoročně a denně od 7:30 do 19 hodin.

## Havárie
V roce 1909 se jeden z vozů převrátil. Nedošlo k žádným obětem na životech.